# Гдовская волость

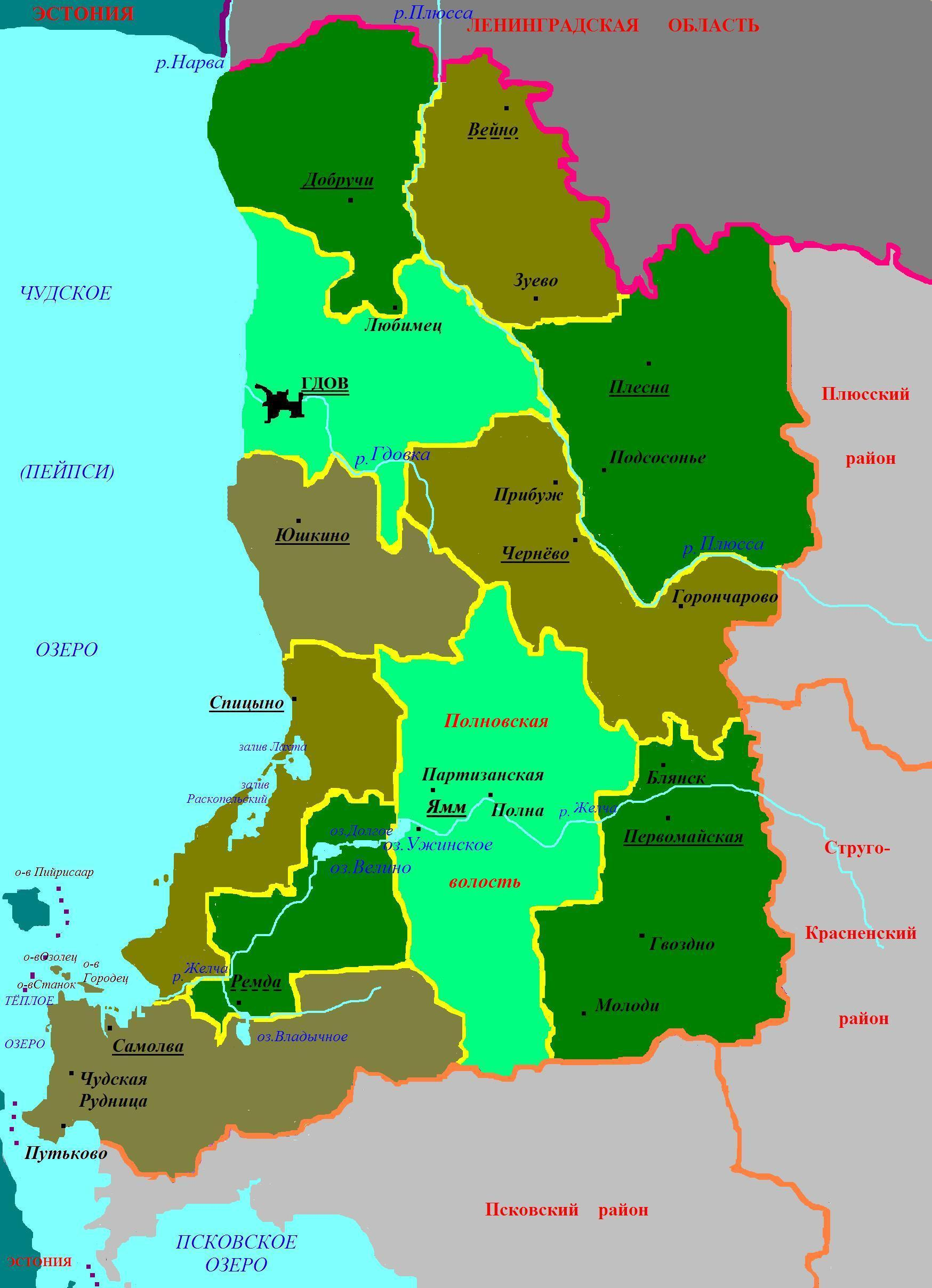
Административное деление Гдовского района в 1964—2005 годах (до 1995 года вместо волостей — одноимённые сельсоветы)

Гдо́вская волость — административно-территориальная единица 3-го уровня в составе Псковского района Псковской области РФ, существовавшая в 1995—2005 годах.
В 2005 году волость была упразднена в пользу городского поселения «Гдов».

## Предыстория и Гдовский сельсовет
Территория бывшей Гдовской волости на момент 1914 года входила в состав Гдовского уезда Петербургской губернии.
Постановлением Президиума ВЦИК РСФСР от 1 августа 1927 года в составе новообразованного Гдовского района (Лужского округа Ленинградской области) были образованы Гдовский, Селецкий, Поличенский и др. сельсоветы.
В 1944 году они вместе со всем Гдовским районом вошли в состав новообразованной Псковской области.
Указом Президиума Верховного Совета РСФСР от 16 июня 1954 года в Гдовский сельсовет был включён упразднённый Селецкий сельсовет, а в Черемховский сельсовет — упразднённый Подборовский сельсовет.
Решением Псковского облисполкома от 3 января 1959 года  в Гдовский сельсовет был включён упразднённый Поличенский сельсовет (д. Полично).
Решением Псковского облисполкома от 24 декабря 1959 года в Гдовский сельсовет была включена часть упразднённого Черемховского сельсовета.
Решением Псковского облисполкома от 27 августа 1964 года из Гдовского сельсовета был выделен Юшкинский сельсовет.

## Гдовская волость
Постановлением Псковского областного Собрания депутатов от 26 января 1995 года территории сельсоветов были переименованы в волости, в том числе Гдовский сельсовет был переименован в Гдовскую волость.

## Население
Численность населения Гдовской волости по переписи населения 2002 года составила 2452 жителя (по оценке на начало 2001 года — 2374 жителя).

## Населённые пункты
Список населённых пунктов Гдовской волости в 1995 — 2005 гг.:
| #  | деревня             | 2000 г., чел. | 2002 г., чел. |
| -- | ------------------- | ------------- | ------------- |
| 1  | Байдаково           | 22            | 24            |
| 2  | Бакин Конец         | 3             | 0             |
| 3  | Брагино             | 53            | 41            |
| 4  | Булатовщина Ближняя | 49            | 49            |
| 5  | Булатовщина Дальняя | 4             | 21            |
| 6  | Быковщина           | 15            | 25            |
| 7  | Верхний Гусинец     | 5             | 12            |
| 8  | Верхоляне-1         | 102           | 70            |
| 9  | Верхоляне-2         | 95            | 59            |
| 10 | Волосово            | 8             | 8             |
| 11 | Вязка               | 7             | 7             |
| 12 | Гривы               | 8             | 11            |
| 13 | Губино              | 12            | 11            |
| 14 | Дуброво             | 1             | 2             |
| 15 | Дулёво              | 4             | 3             |
| 16 | Еврейно             | 12            | 16            |
| 17 | Ермаково            | 5             | 6             |
| 18 | Жуково              | 27            | 25            |
| 19 | Задубье             | 18            | 20            |
| 20 | Заклинье            | 4             | 11            |
| 21 | Захаровшина         | 14            | 12            |
| 22 | Каменный Конец      | 32            | 48            |
| 23 | Кануновщина         | 40            | 45            |
| 24 | Колодье             | 6             | 14            |
| 25 | Колоколово          | 167           | 141           |
| 26 | Комарова Гора       | 1             | 0             |
| 27 | Котеницы            | 5             | 11            |
| 28 | Крутое              | 2             | 0             |
| 29 | Лаптовицы           | 22            | 33            |
| 30 | Липяги              | 4             | 0             |
| 31 | Луги                | 0             | 0             |
| 32 | Луневщина           | 62            | 47            |
| 33 | Лядцы               | 20            | 24            |
| 34 | Мазиха              | 13            | 8             |
| 35 | Макарушино          | 109           | 123           |
| 36 | Машутино            | 12            | 12            |
| 37 | Михково             | 1             | 6             |
| 38 | Надозерье           | 26            | 20            |
| 39 | Нижний Гусинец      | 17            | 7             |
| 40 | Озерки              | 2             | 5             |
| 41 | Островня            | 3             | 0             |
| 42 | Панково, хутор      | 0             | 5             |
| 43 | Подборовье          | 4             | 6             |
| 44 | Подкурье            | 21            | 12            |
| 45 | Подолешье           | 33            | 45            |
| 46 | Подоспа             | 8             | 6             |
| 47 | Полично             | 234           | 272           |
| 48 | Свобода             | 6             | 4             |
| 49 | Сельцо-Князево      | 65            | 59            |
| 50 | Сельцы              | 11            | 22            |
| 51 | Синьковщина         | 31            | 35            |
| 52 | Слобода             | 565           | 592           |
| 53 | Сошня               | 0             | 6             |
| 54 | Сырой Лес           | 17            | 33            |
| 55 | Татьянкино          | 0             | 2             |
| 56 | Устье               | 222           | 193           |
| 57 | Хохлово Барское     | 13            | 44            |
| 58 | Черемха             | 3             | 3             |
| 59 | Черма               | 55            | 55            |
| 60 | Шиловщина           | 5             | 2             |
| 61 | Юхновщина           | 3             | 8             |
| 62 | Ямщина              | 66            | 71            |

В 2005 году, согласно Закону Псковской области «Об установлении границ и статусе вновь образуемых муниципальных образований на территории Псковской области» от 28 февраля 2005 года № 420-ОЗ, Гдовская волость была упразднена и объединена с городом Гдов в городское поселение «Гдов».